# Bière rouge
 (mars 2021).
Si vous disposez d'ouvrages ou d'articles de référence ou si vous connaissez des sites web de qualité traitant du thème abordé ici, merci de compléter l'article en donnant les références utiles à sa vérifiabilité et en les liant à la section « Notes et références ».

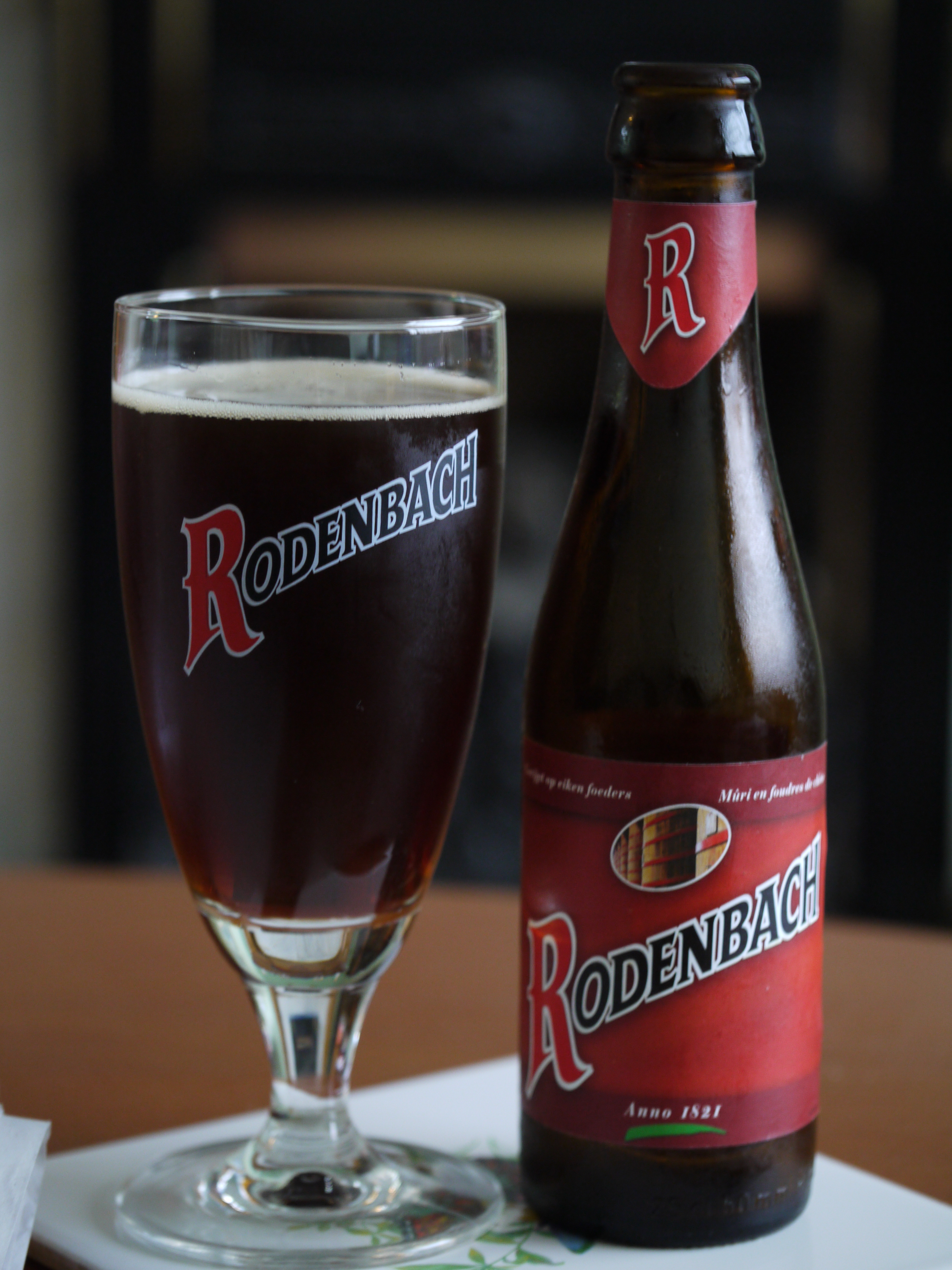
La Rodenbach classic, une bière rouge de la brasserie Rodenbach en Belgique

La bière rouge est un type de bière belge flamande à fermentation mixte : la fermentation haute est suivie pour une partie du brassin d'une fermentation spontanée secondaire en foudre de chêne, pendant au moins 24 mois. Le produit final est obtenu en mélangeant la bière « jeune » plus sucrée, et la bière « vieille » plus acide. Cette technique est réservée aux maîtres brasseurs, une confrérie composée  d une centaine d'experts de renommée.
L'utilisation de malt caramélisé foncé lui donne sa couleur caractéristique.
Peu alcoolisée, elle a un goût aigre-doux et est parfois aromatisée à la cerise (comme le serait une Kriek, mais qui traditionnellement est à base de Lambic, même si le nom Kriek n'étant pas protégé, ce n'est pas toujours le cas). On la confond souvent avec la vieille brune (ou oud bruin), laquelle ne subit pas de maturation en fûts de bois mais en cuves ouvertes d'un certain temps, généralement en plastique ou en métal.
Il faut également noter l'existence de la Bourgogne des Flandres, produite par la brasserie Brasserie Timmermans, résultant du mélange de lambic et de bière brune classique, l'ensemble étant ensuite maturé dans des fûts de chêne.
Enfin, la kriek de la brasserie De Ranke est issue d'un assemblage de bière rouge et de lambic, dans lequel macèrent de véritables cerises, à raison de 250 grammes de fruits par litre de bière.